# 로링쥐
로링쥐(Thallomys loringi)는 쥐과에 속하는 설치류의 일종이다. 케냐와 탄자니아에서 발견된다. 자연 서식지는 아열대 또는 열대 기후 지역의 건조림과 건조 사바나 지역, 건조 관목 지대이다. 일반명과 학명은 포유류학자 로링(John Alden Loring)의 이름에서 유래했다.